# Liste der Bodendenkmäler in Elsdorf (Rheinland)
Die Liste der Bodendenkmäler in Elsdorf enthält die denkmalgeschützten unterirdischen baulichen Anlagen, Reste oberirdischer baulicher Anlagen, Zeugnisse tierischen und pflanzlichen Lebens und paläontologischen Reste auf dem Gebiet der Stadt Elsdorf im Rhein-Erft-Kreis in Nordrhein-Westfalen (Stand: Dezember 2020). Diese Bodendenkmäler sind in Teil B der Denkmalliste der Stadt Elsdorf eingetragen; Grundlage für die Aufnahme ist das Denkmalschutzgesetz Nordrhein-Westfalen (DSchG NRW).
| Bild | Bezeichnung                          | Lage                              | Beschreibung | Bauzeit | Eingetragen seit | Denkmal- nummer |
| ---- | ------------------------------------ | --------------------------------- | ------------ | ------- | ---------------- | --------------- |
|      | Ehemaliger Rittersitz                | Aparte Höfe Gut Desdorf           |              |         | 03.04.1984       | 6a              |
|      | Zehnthof                             | Heppendorf Johann-Josef Wolf Str. |              |         | 20.03.1985       | 14              |
| BW   | Burg Stammeln                        | Heppendorf Stammeln Karte         |              |         | 20.03.1985       | 15              |
| BW   | Rittersitz Haus Angelsdorf           | Angelsdorf Frankenstr. 64 Karte   |              |         | 20.03.1985       | 17              |
| BW   | Fronhof                              | Esch Laurentiusstr. 6 Karte       |              |         | 20.03.1985       | 18              |
| BW   | Katholische Kirche Esch              | Esch Laurentiusstr. Karte         |              |         | 20.03.1985       | 19              |
| BW   | Burg Grouven                         | Heppendorf Römerstr. Karte        |              |         | 20.03.1985       | 20              |
|      | Kapelle St. Brigida                  | Heppendorf Römerstraße            |              |         | 20.03.1985       | 21              |
|      | Luftschutzbunker Grouven             | Heppendorf Römerstraße            |              |         | 20.03.1985       | 22              |
|      | Hof & Kapelle Gut Brockendorf        | Aparte Höfe Gut Brockendorf       |              |         | 20.03.1985       | 23              |
|      | Hof Gut Ohndorf                      | Aparte Höfe Gut Ohndorf           |              |         | 20.03.1985       | 24              |
|      | Ritzenhof                            | Niederembt Hahnenstraße           |              |         | 20.03.1985       | 25              |
|      | Hofanlage/Burg Richardshoven         | Niederembt Gut Richardshoven      |              |         | 20.03.1985       | 27              |
|      | „Berfes“ Wüsthof Frankeshoven        | Oberembt Frankeshoven             |              |         | 20.03.1985       | 28              |
| BW   | Burgwüstung                          | Oberembt Im Broich 16 Karte       |              |         | 20.03.1985       | 32              |
|      | St. Pantaleon Engels-/Froitzheimshof | Oberembt Jülicher Str.            |              |         | 20.03.1985       | 33              |
| BW   | Brachelshof                          | Oberembt Jülicher Str. 24 Karte   |              |         | 20.03.1985       | 34              |
| BW   | Katholische Kirche Oberembt          | Oberembt Jülicher Str. Karte      |              |         | 20.03.1985       | 35              |
| BW   | Abtshof                              | Niederembt Embestr. 20 Karte      |              |         | 20.03.1985       | 39              |
|      | Brunnen Berrendorf                   | Heppendorf Dorfplatz              |              |         | 04.08.1988       | 69              |